# سیستم موقعیت‌یابی
سیستم موقعیت‌یابی سامانه‌ای برای تعیین موقعیت یک جسم در فضا است. یکی از رایج‌ترین و شناخته شده‌ترین سیستم‌های موقعیت‌یابی، سامانه موقعیت‌یابی جهانی(GPS) است.
فناوری‌های سیستم موقعیت‌یابی شامل سیستم‌هایی با پوشش جهانی و دقت متری و سیستم‌های پوشش یک فضای کاری محدود با دقت کمتر از میلیمتری می‌شود.

## پوشش
سیستم‌های بین‌سیاره‌ای
سیستم‌های ارتباط رادیویی بین سیاره‌ای نه تنها سبب برقراری ارتباط با فضاپیماها می‌شود، بلکه تعیین موقعیت آنها را نیز ممکن می‌سازد. رادار می‌تواند هدف را تنها در نزدیکی زمین دنبال کند اما فضاپیماها که به اعماق فضا می‌روند باید یک فرستنده داشته باشند برای بازتاب دادن امواج رادیویی. جهت‌یابی با استفاده از سیستم‌های کنترل وضعیت انجام می‌شود.

## سیستم‌های جهانی
سیستم‌های ماهواره ای ناوبری جهانی(GNSS) به گیرنده‌های رادیویی تخصصی این امکان را می‌دهند که موقعیت فضایی سه‌بعدی خود و همچنین زمان را با دقت ۲ تا ۲۰ متر یا ده‌ها نانوثانیه تعیین کنند. سیستم‌هایی که در حال حاضر مستقر شده‌اند از ریزموج‌ها استفاده می‌کنند که در فضای باز قابل دریافتند و قابلیت پوشش بیشتر سطح زمین و فضای نزدیک زمین را دارند.
سیستم‌های موجود و برنامه‌ریزی شده عبارتند از:
- سامانه موقعیت‌یابی جهانی- سیستم ارتش ایالات متحده، از سال ۱۹۹۵ بدون وقفه و اختلال در حال کار است
- گلوناس-سیستم ارتش روسیه، از اکتبر ۲۰۱۱ بدون وقفه و اختلال در حال کار است
- گالیله-جامعه اروپایی، از دسامبر ۲۰۱۹ به‌طور کامل در دسترس است
- سیستم ناوبری بیدو (Beidou)- چین، به‌طور کامل از ژوئن ۲۰۲۰ فعال است
- سیستم ناوبری ماهواره‌ای منطقه ای هند- یک پروژه طرح‌ریزی شده در هند

## سیستم‌های منطقه‌ای
شبکه‌های فرستنده‌های موقعیت‌یابی زمینی به گیرنده‌های رادیویی تخصصی اجازه می‌دهند تا موقعیت دوبعدی خود را در سطح زمین تعیین کنند. آنها عموماً دقت کمتری نسبت به GNSS دارند، زیرا سیگنال‌های آنها تنها محدود به انتشار خط دید نیستند و تنها پوشش منطقه‌ای دارند. با این حال، آنها برای مقاصد خاص و به عنوان یک پشتیبان سودمند به‌شمار می‌روند، جایی که سیگنال‌های آنها به شکل قابل اتکاتری دریافت می‌شوند، از جمله در زیرزمین و داخل خانه، و می‌توان گیرنده‌هایی ساخت که باتری بسیار کم مصرف می‌کنند. LORAN نمونه‌ای از چنین سیستمی است.

سیستم های محلی
یک سیستم موقعیت یابی محلی( LPS ) یک سیستم ناوبری است که قادر است اطلاعات موقعیت را در هر شرایط آب و هوایی، در هر نقطه از پوشش شبکه، که در آن برای سه (یا بیشتر) چراغ سیگنال (که موقعیت دقیق آنها روی زمین مشخص است)خط دید بدون مانعی وجود دارد ارائه کند.
برخلاف GPS یا سایر سیستم های موقعیت یابی ماهواره ای، پوشش جهانی( global coverage) ارائه نمیدهند. در عوض آنها از (یک سری از)چراغ ها استفاده میکنند که ناحیه محدودی را پوشش میدهند، بنابرین کاربر باید در نردیکی آنها باشد. چراغ ها شامل دسترسی به برج های تلفن همراه، Wi-Fi و Li-Fi و دکل مخابراتی هستند. 
در گذشته سیستم های موقعیت یابی محلی دوربرد در ناوبری کشتی ها و هواپیما های کاربرد داشتند. برای نمونه میتوان به سیستم های ناوبری Decca و LORAN اشاره کرد. اما امروزه سیستم های موقعیت یابی محلی به عنوان مکملی( و در برخی موارد به عنوان جایگزینی) برای فناوری موقعیت یابی جهانی  ( GPS ) مورد استفاده قرار میگیرند، به ویژه در مناطقی که پوشش GPS در آنها موجود نیست یا ضعیف است، مثل درون ساختمان ها یا دره های شهری. موقعیت یابی محلی، با استفاده از اینترنت همراه و برج های مخابرات، بر روی تلفن های همراهی که گیرنده GPS ندارد نیز ممکن است. حتی اگر تلفن همراه دارای گیرنده GPS هم باشد، در صورتی که دقت مکان برج تلفن به اندازه کافی باشد، عمر باتری تلفن همراه افزایش خواهد یافت.از آنها در سواری های مهیج ((در جستجوی عسل پو)) و ((Mystic Manor ))( در دیزنی لند) نیز میتوان استفاده کرد.